# Georg Ludwig Schubart
Georg Ludwig Schubart (* 1. Mai 1846 in Affolterbach; † 27. September 1901 in Frankfurt am Main) war ein hessischer Dampfsägewerksbesitzer und Politiker (NLP) und Abgeordneter der 2. Kammer der Landstände des Großherzogtums Hessen.
Georg Ludwig Schubart war der Sohn des Nagelschmiedes Johann Adam Schubart und dessen Ehefrau Eva Elisabeth, geborene Collmer. Schubart, der evangelischen Glaubens war, war Dampfsägewerksbesitzer in Beerfelden und heiratete am 29. Juni 1873 in erster Ehe Sophie Wilhelmine geborene Ihrig und am 27. Februar 1875 in zweiter Ehe Ernestine geborene Breimer.
Von 1900 bis 1901 gehörte er der Zweiten Kammer der Landstände an. Er wurde für den Wahlbezirk Starkenburg 1/Beerfelden-Hirschhorn-Wimpfen gewählt.